# 三木プーリ
三木プーリ株式会社（みきプーリ、英：Miki Pulley Co., Ltd.）は、神奈川県川崎市に本社を置く、伝動機器の総合メーカー。速度制御・位置制御・回転伝達機器などの開発・製造・販売を行う。

## 概要
現社長の祖父にあたる三木珍治が川崎市大宮町に創立。伝動機器というモノづくりの基幹部品を長年にわたって製造し、我が国の産業発展に貢献した変速機の開発をした会社として知られている。
1939年（昭和14年）10月14日、三木珍治（よしはる）が大宮町にあった父・三木治朗（元参議院副議長）の自宅庭に10坪ほどの工場を建て、「三木製作所」として創業。今で言う「ガレージ創業」に近い形態のスタートであった。川崎市は戦前から製造業をはじめとする産業集積地であり高い技術力を求められてきたが、全国屈指の名工が揃う川崎市の技術コンクールで幾度となく入選するなど、三木製作所の機械加工や仕上げ加工のレベルは高く、受注は着実に増えていった。工場はたちまち手狭になり、大宮町の治郎の自宅をすべて取り壊して工場を拡張した。
戦後、1954年（昭和29年）に川崎市で開催された発明考案展覧会に出展した「ベルト式無段変速装置」が一等賞を獲得した。それが日刊工業新聞に取り上げられたのを機に、自動車メーカーやカメラメーカーをはじめ、全国から注文が殺到。1966年（昭和41年）、大ヒット製品の名称を採り、現社名に変更した。
早くから海外へも積極的に展開、アメリカ、ドイツ、イタリア、スイス、スウェーデンなどのメーカーとの技術提携を推進し、事業領域を拡大してきた。現在は速度制御製品・位置制御製品・回転伝達製品の3領域を柱とする。

## 沿革
- 1939年10月 - 三木珍治が、父・治朗（元参議院副議長）の支援を得て、三木製作所を川崎市大宮町に創立
- 1954年10月 - 無段変速機の特許を取得。三木プーリ無段変速機の名称で製造・販売を開始
- 1957年3月 - 株式会社三木製作所に社名変更
- 1961年3月 - 相模工場（現・テクニカルセンター）を建設。生産を開始
- 1964年1月 - 中小企業モデル工場の指定を受ける
- 1965年
  - 10月 - 電気式無段変速機を開発
  - 12月 - アメリカ・ゼロマックス社と無段変速機の技術販売提携
- 1966年10月 - 三木プーリ株式会社に社名変更
- 1968年1月 - アメリカ・ラブジョイ社と軸継手の技術販売提携
- 1969年10月 - 西ドイツ・レンゼ社と無段変速機の技術販売提携
- 1971年3月 - レンゼ社と電磁クラッチ・ブレーキの技術販売提携。アメリカ・ヘランダ社と過負荷保護装置の技術販売提携
- 1972年4月 - レンゼ社との合弁により、三木シンプラ株式会社を設立
- 1973年
  - 2月 - 三木ベルテック株式会社を山形県米沢市に設立。スイス・バウマン社と軸継手の技術販売提携
  - 6月 - アメリカ・ゼロマックス社との合弁により、三木ゼロマックス株式会社を設立
- 1974年11月 - アメリカ・ヘリカル社と軸継手の技術販売提携
- 1975年12月 - 西ドイツ・センタアントリーベ社と軸継手の技術販売提携
- 1979年3月 -   スウェーデン・エフエフブイ社とフリクション継手の技術販売提携
- 1980年
  - 4月 -  社長の三木珍治が黄綬褒章を受章
  - 9月 - GTOインバータ 「Vフレック」 を開発。汎用インダクションモータのドライブ用として日本初の製品化に成功
- 1981年
  - 7月 - シー・アール・エー株式会社を設立
  - 9月 - 三木治一（はるかず）が社長に就任。三木パワーエレクトロニクス株式会社を山形県米沢市に設立
- 1982年
  - 7月 -   スイス・ロスタ社と防振緩衝装置の技術販売提携
  - 9月 - 株式会社ワイ・エム研究所を神奈川県座間市に設立
- 1986年
  - 11月 - 会長の三木珍治が、勲五等双光旭日章を叙勲
  - 12月 - 相模工場に「テクニカルセンター」を新築
- 1987年
  - 5月 - 副会長の三木齊が黄綬褒章を受章
  - 11月 - 伝動継手の 『ETPブッシュ』 『サーボフレックス』 が1987年度グッドデザイン商品（産業機械部門）に選定される
- 1988年4月 - 三木パワーエレクトロニクス株式会社を三木パワーコントロールに社名変更
- 1992年
  - 8月 - ゼロマックス社の新社屋が竣工
  - 9月 - ゼロマックス社とヘランダ社を買収し、両社を統合
- 1993年5月 -  副会長の三木齊が、勲四等瑞宝章を受章
- 1994年3月 - 三木プーリ(香港)を香港に設立
- 1995年4月 - 合弁会社・三木エース天津「羅森（天津）企業有限公司」（現・三木普利（天津））を中国・天津市に設立
- 1996年
  - 4月 - 三木エース天津工場竣工
  - 10月 - 三木アール・エー販売株式会社を神奈川県川崎市に設立
- 2000年
  - 3月 - 三木エース天津を三木プーリ100%子会社とし、中国での生産体制を構築
  - 11月 - 試験・検査装置専門メーカの東京メータ株式会社を買収
- 2001年
  - 5月 - 三木エース天津を、三木普利（天津）に社名変更
- 2002年3月 - 三木パワーコントロール米沢工場と三木シンプラ米沢工場を統合し、三木パワーコントロール米沢工場とする
- 2004年
  - 2月 - ISO14001認証取得
  - 4月 - 中国の販売拠点として、三木プーリ（上海）を設立
  - 5月 - 社長の三木治一が、藍綬褒章を受章
  - 12月 - デンマークにゼロマックスA/S社を設立
- 2005年
  - 3月 - サーボフレックスカップリング「SFCモデルSA2/DA2タイプ」が「ものづくり部品大賞」機械部品賞を受賞
  - 12月 - 本社社屋リニューアル
- 2006年
  - 3月 -   無励磁作動形電磁ブレーキ「BXWモデル」が「ものづくり部品大賞」機械部品賞を受賞
  - 10月 - ISO9001：2000 認証取得
- 2007年
  - 5月 - 相模・テクニカルセンター社屋をリニューアル
  - 6月 - 中小企業庁による「元気なモノ作り中小企業300社 2007年度」に選定される
  - 10月 - ドイツ・センタアントリーベ社との合弁会社、センタMP上海を中国・上海市に設立
- 2008年
  - 1月 - 吹田市垂水町に大阪支店新社屋完成
  - 6月 - 名古屋市北区元志賀町に名古屋支店新社屋完成
- 2009年
  - 3月 - 電磁クラッチ・ブレーキ電源装置「BESモデル」が「ものづくり部品大賞」機械部品賞を受賞
  - 6月 - 焼結製品の販売事業を開始
- 2011年9月 - 韓国に三木プーリ(コリア)を設立
- 2012年
  - 1月 - 中国にスイス・ロスタ社との合弁会社、ロスタMP上海を設立
  - 5月 - 社長の三木治一が旭日小綬章を受章
  - 10月 - 省エネ無励磁ブレーキ「BXL-ESモデル」が「超モノづくり部品大賞」奨励賞を受賞
  - 11月 - 三木プーリ(インド）をインド・ムンバイに設立
- 2013年10月 - 三木プーリ（上海）を、三木プーリ（天津）に統合。三木普利（天津）有限公司 上海分公司として位置付ける。高減衰性能カップリング「ステップフレックス」が「超モノづくり部品大賞」奨励賞を受賞。三木プーリ（ヨーロッパ）をスイスに設立
- 2014年10月 - 高減衰性能カップリング「ステップフレックス」がグッドデザイン賞を受賞
- 2015年3月 - 三木康治（こうじ）が社長に就任
- 2016年4月 - ドイツ・VMA社を子会社化
- 2019年3月 - ワイ・エム研究所を、三木プーリ相模株式会社に改称
- 2022年7月 - 三木プーリ（タイ）をタイ・バンコクに設立。三木パワーコントロールを、三木プーリ米沢株式会社に改称

## 主要製品
カップリング（軸継手）
モータやエンジンなど駆動源の出力軸と、従動側の軸を連結させる機械要素。同社では質量0.5gの超精密タイプから外径1.5mを超える船舶用まで幅広い製品ラインを展開している。超高剛性・超低慣性を実現した「Servoflex」シリーズ、高い耐久性を誇る「Centaflex」シリーズなど、圧倒的な市場シェアを有する製品ラインを複数抱える。
電磁クラッチ・ブレーキ
コイルに通電することによって発生する電磁力の作用を利用した装置。電磁クラッチは動力の伝達及び遮断機能を、電磁ブレーキは回転運動の制動及び保持機能を持っている。国内トップクラスのシェアを誇り、特にカスタマイズ対応力に定評がある。

## 主な事業所

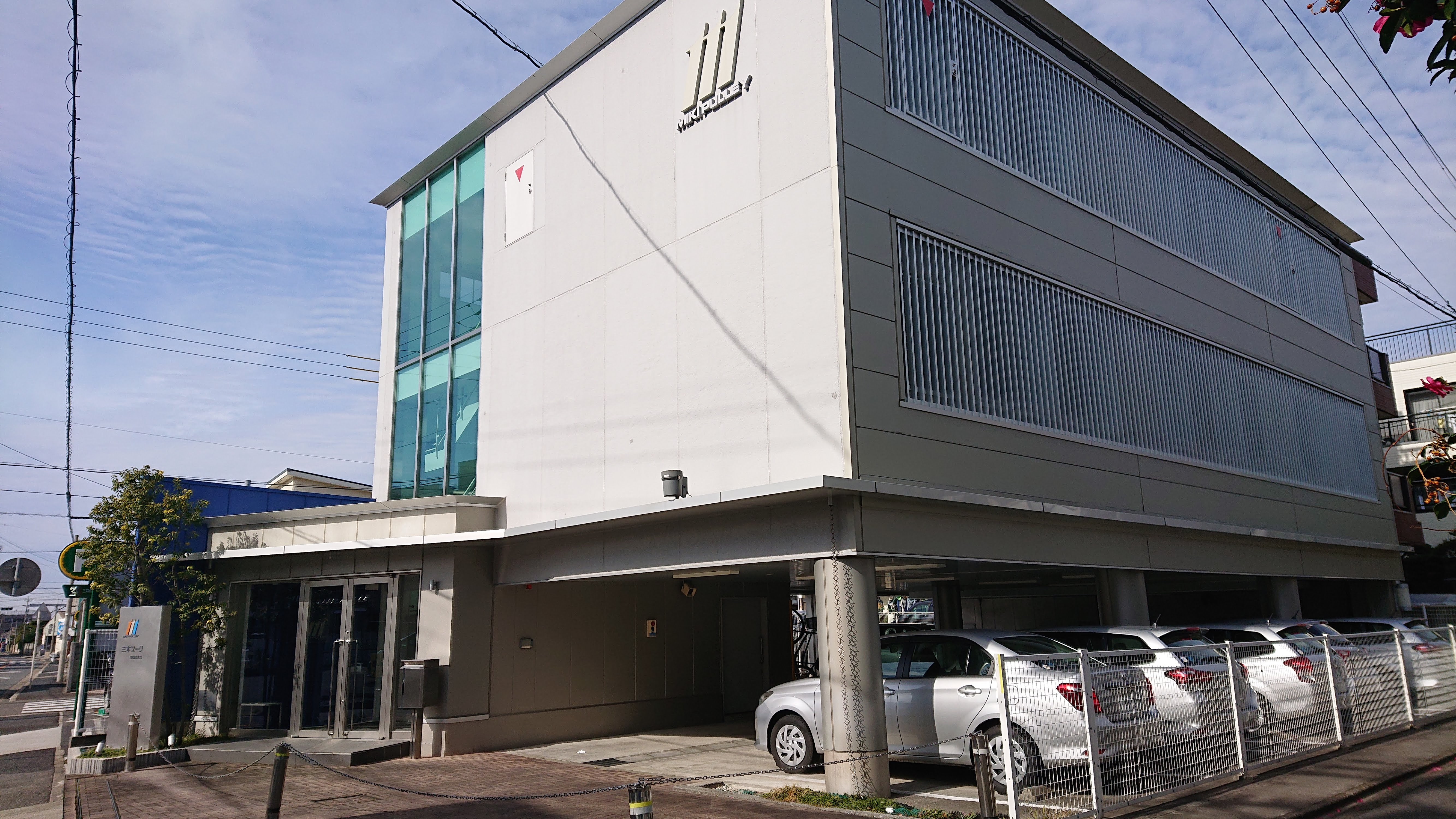
名古屋支店

- 本社 - 神奈川県川崎市中原区
- テクニカルセンター - 神奈川県座間市
- 東京支店 - 東京都台東区
- 北関東支店 - 群馬県高崎市
- 名古屋支店 - 愛知県名古屋市北区元志賀町
- 大阪支店 - 大阪府吹田市
- 東北営業所 - 山形県米沢市
- 北陸営業所 - 石川県金沢市
- 中四国営業所 - 広島県福山市東桜町
- 福岡営業所 - 福岡県福岡市博多区

## 関連会社
- 三木プーリ米沢株式会社
- 三木ベルテック株式会社
- 三木アール・エー販売株式会社
- 株式会社ワイ・エム研究所
- 株式会社シー・アール・エー
- 東京メータ株式会社
- 三木プーリ(天津)
- 三木プーリ(香港)
- 三木プーリ(上海)
- 三木プーリ(韓国)
- 三木プーリ(インド)
- 三木プーリ(ヨーロッパ)
- 三木プーリ(台湾)
- ZERO-MAX INC.
- ZERO-MAX A/S
- CENTA MP SHANGHAI CO., LTD.
- ROSTA MP(SHANGHAI)CO., LTD.